# Glycyrrhiza
Glycyrrhiza é um género botânico pertencente à família Fabaceae. Uma das espécies mais conhecidas deste género é o alcaçuz.

## Espécies
O género Glycyrrhiza tem 20 espécies:
- Glycyrrhiza acanthocarpa
- Glycyrrhiza aspera
- Glycyrrhiza astragalina
- Glycyrrhiza bucharica
- Glycyrrhiza echinata
- Glycyrrhiza eglandulosa
- Glycyrrhiza eurycarpa
- Glycyrrhiza foetida
- Glycyrrhiza foetidissima
- Glycyrrhiza glabra (alcaçuz (português europeu) ou regaliz (português brasileiro))
- Glycyrrhiza gontscharovii
- Glycyrrhiza iconica
- Glycyrrhiza inflata
- Glycyrrhiza korshinskyi
- Glycyrrhiza lepidota
- Glycyrrhiza pallidiflora
- Glycyrrhiza squamulosa
- Glycyrrhiza triphylla
- Glycyrrhiza uralensis
- Glycyrrhiza yunnanensis